# Zeebrugge

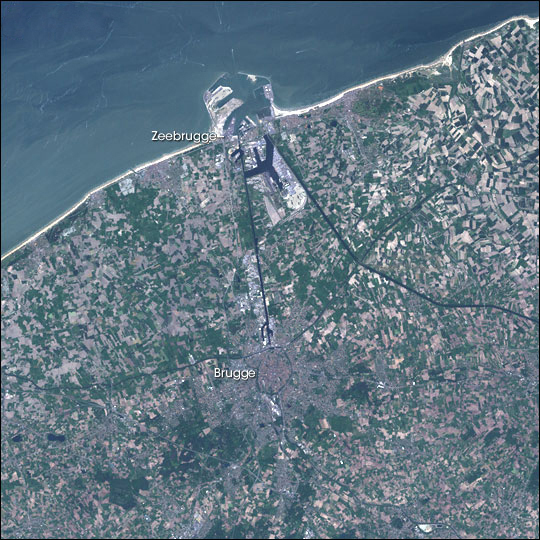
Imagen satélite de Brujas y Zeebrugge

Zeebrugge (neerlandés: Zeebrugge, francés: Zeebruges, significa "Brugge aan Zee" o "Brujas del mar") es una localidad de la costa belga perteneciente a la ciudad de Brujas. Actualmente cuenta con un importante puerto mercante, la base naval de la Marina militar de Bélgica, la Composante Marine, y numerosos hoteles costeros. Fue incorporada al municipio de Brujas en el año 1901 y el puerto construido en 1907. Su población era de 3386 habitantes en 2007. 

## Geografía
Zeebrugge se encuentra en la costa del Mar del Norte. Su ubicación central en la costa belga, la corta distancia a Gran Bretaña y las cercanías de ciudades industrializadas densamente pobladas lo convierten en una encrucijada para el tráfico desde todas las direcciones. Una autopista a Brujas conecta Zeebrugge con el sistema europeo de autopistas; también se puede llegar a y desde Zeebrugge en tren o tranvía. Un canal de 12 km une el puerto con el centro de Brujas.
Es el puerto pesquero más importante de Bélgica y el mercado mayorista de pescado ubicado allí es uno de los más grandes de Europa.
Además de ser una terminal de pasajeros con transbordadores al Reino Unido, el puerto sirve como puerto central para la industria automotriz de Europa, y es importante para la importación, manipulación y almacenamiento de productos energéticos, productos agrícolas y otras cargas generales. Zeebrugge tiene el mayor complejo de terminales de gas natural licuado (GNL) en Europa.

## Historia
El puerto fue el sitio de la incursión de Zeebrugge el 23 de abril de 1918, cuando la Marina Real Británica puso temporalmente fuera de servicio la base naval interior alemana en Brujas. El almirante Roger Keyes planeó y dirigió la incursión que asaltó las baterías alemanas y hundió tres viejos buques de guerra en la entrada del canal que conduce al puerto interior. Esta acción fue un éxito parcial ya que bloqueó el acceso, pero los alemanes cavaron un nuevo canal alrededor de los barcos. La incursión, aunque fue una victoria que elevó la moral en Gran Bretaña, también se afirmó como una victoria en Alemania.
Durante la Segunda Guerra Mundial, ocupada por Alemania en mayo de 1940 durante la batalla de Bélgica. Fue el último puerto belga liberado por los aliados el 2 de noviembre de 1944.
Más tarde, en 1987, el puerto de Zeebrugge fue escenario de un desastre cuando el transbordador de pasajeros MS Herald of Free Enterprise se volcó, matando a 193 personas.